# كبلر-447b
كيبلر 447 بي (بالإنجليزية: Kepler-447b)‏ هو كوكب خارج المجموعة الشمسية، في كوكبة التنين.

## الإكتشاف
تم اكتشاف كوكب كيبلر-447b في عام 2015 من قبل مهمة كيبلر لرصد التلسكوب الفضائي، يعتبر كوكب كيبلر من الكواكب الصخرية الكبيرة التي تم اكتشافها خارج نظامنا الشمسي، وقد لفت انتباه العلماء بسبب إمكانية وجود مياه سائلة على سطحه، مما يجعله مرشحًا لدعم الحياة فيه.